# Danh sách câu lạc bộ bóng đá ở Gabon
Đây là danh sách các câu lạc bộ bóng đá ở Gabon.
Về danh sách đầy đủ, xem Thể loại:Câu lạc bộ bóng đá Gabon

## A
- AS Mangasport   (Moanda)
- ASCM Moanda
- AS Pélican (Lambaréné)
- AS Stade Mandji

## C
- Cercle Mbéri Sportif

## D
- En Avant Estuaire FC

## F
- FC 105

## M
- Missile FC

## S
- Sapins FC
- Sogéa FC
- Stade d'Akébé
- Stade Mandji
- Stade Migoveen

## U
- US Bitam
- US Oyem
- US O’Mbilia Nzami

## V
- VAC Mouila